# Nikki (televisieserie)
Nikki is een Amerikaanse komische televisieserie die op de Amerikaanse televisie werd uitgezonden van 2000 tot 2002.

## Verhaal
Nikki (Nikki Cox) droomt ervan danseres te worden. Ze overtuigt Dwight White (Nick von Esmarch), die zelf professionele worstelaar wil worden, om met haar naar Las Vegas te verhuizen om hun dromen na te jagen. Twee jaar later zijn ze, zeer tegen de zin van Dwight's moeder, getrouwd en proberen ze het waar te maken in Las Vegas.

## Rolverdeling
| Acteur           | Personage    |
| ---------------- | ------------ |
| Nikki Cox        | Nikki White  |
| Nick von Esmarch | Dwight White |
| Susan Egan       | Mary         |
| Toby Huss        | Jupiter      |